# Pascal Morand
Pascal Morand, nascido a 20 de dezembro de 1955 em Neuilly-sur-Seine, é um economista francês. É presidente executivo da Fédération de la Haute Couture et de la Mode. É também professor emérito da ESCP Business School, membro da Academia de Tecnologias, membro do conselho de administração do DEFI, do Instituto Francês de Têxteis e Vestuário (IFTH) e da União Francesa das Artes do Traje (UFAC).

## Carreira
Pascal Morand é filho do engenheiro estatístico Joseph Morand e de Françoise Grappin (conhecida por Françoise Beucler). Licenciado pela HEC Paris (1978) e titular de um DEA em ciências organizacionais pela Université Paris-Dauphine (1979), obteve o doutoramento estatal em economia na Universidade de Rouen em 1988 sobre o tema “racionalidade limitada e economia de mercado”, sob a direção de Christian de Boissieu.
Foi depois professor assistente de Economia na Escola de Comércio de Rouen de 1978 a 1985 e professor e conferencista na Universidade Paris 1 Panthéon-Sorbonne, bem como na HEC Paris de 1981 a 1987, investigador visitante na Universidade do Noroeste (1981), responsável pelo 3º ciclo e programas internacionais na ESCP Business School de 1985 a 1987, Diretor Geral do Institut français de la mode de 1987 a 20061, Diretor Geral da ESCP Europa de 2006 a 2012, Diretor Geral Adjunto da Câmara Paris Île-de-France do Comércio e Indústria de 2013 a 2015, responsável por estudos e missões de assessoria.
Foi também administrador e depois Diretor Geral do Centro Têxtil de Conjuntura e Observação Económica (CTCOE) de 1992 a 1998 (data da sua fusão com o Instituto Francês de Moda), administrador da União Francesa das Artes do Traje (UFAC) de 1992 a 2006 , administrador da École nationale supérieure de création industrielle (ENSCI-Les Ateliers) de 2006 a 2011, cofundador do Instituto de Inovação e Competitividade (i7) em 2009, presidente do conselho de estratégia da Docks-Cité de la mode et du design de 2012 a 2014, membro da Comissão de Avaliação da Formação e Diplomas de Gestão (CEFDG) de 2009 a 2016. Em 2016, tornou-se Presidente Executivo da Fédération de la Haute Costura e Moda.
Os seus artigos e trabalhos centram-se especialmente na inovação, no design e na moda, bem como nas relações entre economia e cultura. Em particular, publicou duas obras relativas respectivamente à União Económica e Monetária, interpretada como uma vitória de Lutero e do luteranismo, e às relações entre luxo e religiões.
É também músico, cantor e compositor.